# Evangelienharmonie (Gerhard Mercator)
Die sogenannte Evangelienharmonie (Kurztitel des Originals Evangelicae Historiae quadripartia Monas, sive Harmonia quatuor Evangelistarum, in qua singuli integri, inconfusi, impermixti, et soli legi possunt, et rursum ex omnibus una universalis) ist ein theologisches Werk des Kartografen Gerhard Mercator, das 1592 erstmals erschien.

## Geschichte
Gerhard Mercator plante in den 1560er und 1570er Jahren bereits eine allumfassende Kosmographie als Weltbeschreibung in mehreren Bänden herauszugeben. Um dieses Ziel zu erreichen, veröffentlichte er immer wieder Teile des geplanten Opus magnum. Erstes Element des geplanten Hauptwerkes war die 1569 erschienene Chronologia. Die Evangelienharmonie, die über 20 Jahre später herausgegeben wurde, sah Mercator als weiteren Baustein an.
Sie erschien kurz vor der Frankfurter Herbstmesse im Jahr 1592. Während die ältere Literatur vermutet, dass das Werk in der Heimatstadt Mercators, dem klevischen Duisburg, herausgegeben wurde, gehen neuere Ansätze davon aus, dass die Evangelienharmonie, wie die ptolemäische Geographie, beim Kölner Verleger Gottfried von Kempen gedruckt wurde. Mercator griff auf ein Kapitel seiner Chronologia zurück und baute es zu einem eigenständigen Werk aus. Das Werk war dem Kanzler des Herzogs von Kleve, Heinrich von Weeze, gewidmet.

## Inhalt
Die Evangelienharmonie Gerhard Mercators geht auf ein chronologisches Problem zurück, das Mercator während der Bearbeitung der Chronologia aufgefallen war: Das Jahr der Passion Christi war in der Zeitberechnung bisher nicht berücksichtigt worden. Mercator verfolgte also das Ziel, dieses Jahr ausfindig zu machen und die Chronologie wieder in Übereinstimmung zu bringen. Hierzu legte er die vier biblischen Evangelien spaltenweise nebeneinander und verglich ihren Aufbau, ähnlich einer Synopse.
Beim Vergleich der vier Bibel-Bücher fielen Mercator die Unterschiede zwischen dem Johannesevangelium und den übrigen Evangelien auf. Dennoch ging Mercator weiterhin davon aus, dass die vier Evangelisten jeweils unabhängig voneinander historische Ereignisse aufgezeichnet haben. Dabei ergibt sich für den Autor die öffentliche Wirksamkeit Jesu in einem Zeitraum von vier Jahren. Dabei vermerkte Mercator die Reisen und Aufenthalte Jesu sorgfältig.